# Sixpack (EU)
Sixpack bezeichnet insgesamt sechs europäische Gesetzgebungsmaßnahmen, die die Reform des Stabilitäts- und Wachstumspaktes und das neue gesamtwirtschaftliche Überwachungsverfahren auf den Weg bringen. Sie wurden in den Verhandlungen zwischen Europäischem Rat und Europäischem Parlament gebündelt („Sixpack“). Das Sixpack trat am 13. Dezember 2011 in Kraft.
Vier der sechs Rechtsakte dienen der Reform des Stabilitäts- und Wachstumspakts der EU. Darin wurden Referenzwerte für das jährliche öffentliche Defizit (3 % des Bruttoinlandsprodukts BIP) und für die Bruttoschuldenquote (60 % des BIP) festgelegt. Falls diese Vorgaben nicht eingehalten werden, wird das sogenannte „Verfahren bei übermäßigem Defizit“ (VÜD) eingeleitet.
In den mit dem Sixpack reformierten Vorschriften wird stärkeres Gewicht auf den Abbau des öffentlichen Defizits gelegt. Mitgliedstaaten mit einem Schuldenstand von mehr als 60 % des BIP werden verpflichtet, diesen zu verringern, und zwar auch dann, wenn ihr jährliches öffentliches Defizit unter dem Referenzwert von 3 % des BIP liegt.
Zur Durchsetzung des Einhaltens der Defizitgrenze in den Mitgliedstaaten des Euro-Währungsgebiets greifen die Sanktionen nun früher und direkter als bisher. Ein Land, gegen das ein Defizitverfahren läuft oder das nicht auf die Empfehlungen im Zuge einer Frühwarnung durch den ECOFIN-Rat reagiert, kann zu verzinslichen Einlagen i.H.v. 0,2 % des BIP verpflichtet werden. Sollte dieses Land auch weiterhin die Empfehlungen missachten oder die wirtschaftspolitischen Anstrengungen nicht ausreichen, kann die Einlage in eine unverzinsliche umgewandelt werden. Bei fortgesetzter Nichteinhaltung würde die hinterlegte Einlage in eine Geldbuße umgewandelt. Darüber hinaus würde die Sanktion automatischer ausgelöst als bisher: Hierzu ist ein strikteres Verfahren mit geändertem Abstimmungsmodus im Rat vorgesehen.
Gleichzeitig werden die volkswirtschaftlichen Gesamtrechnungen, die Statistiken und die Prognosepraxis der Mitgliedstaaten an den EU-Standard angepasst. Wenn festgestellt wird, dass ein Land falsche Daten gemeldet hat, kann eine zusätzliche Geldbuße verhängt werden.
Die verbleibenden zwei Rechtsakten betreffen ein Frühwarnsystem für übermäßige makroökonomisches Ungleichgewichte sowie den dazugehörigen Korrekturmechanismus. Das Verfahren basiert auf einem „Scoreboard“ von Indikatoren bzgl. Auslands- und Privatverschuldung sowie Wettbewerbsfähigkeit sowie vertieften Analysen und resultiert in wirtschaftspolitische Empfehlungen.
Im Einzelnen handelt es sich um folgende Verordnungen und Richtlinien: 

## Haushaltspolitik
1. Verordnung des Europäischen Parlaments und des Rates zur Änderung der
Verordnung (EG) Nr. 1466/97 über den Ausbau der haushaltspolitischen
Überwachung und Koordinierung der Wirtschaftspolitiken

2. Verordnung des Rates zur Änderung der Verordnung (EG) Nr. 1467/97 über die Beschleunigung und Klärung des Verfahrens bei einem übermäßigen Defizit (VÜD)

3. Verordnung des Europäischen Parlaments und des Rates über die wirksame
Durchsetzung der haushaltspolitischen Überwachung im Euroraum

4. Richtlinie des Rates über die Anforderungen an die haushaltspolitischen Rahmen der Mitgliedstaaten

## Makroökonomische Ungleichgewichte
5. Verordnung des Europäischen Parlaments und des Rates über die Vermeidung und Korrektur makroökonomischer Ungleichgewichte

6. Verordnung des Europäischen Parlaments und des Rates über Durchsetzungsmaßnahmen zur Korrektur übermäßiger makroökonomischer Ungleichgewichte im Euroraum